# Hans von und zu Aufseß
Hans Philipp Werner Freiherr von und zu Aufseß (7 september 1801 - 6 mei 1872) was een Duitse baron, antiquair en oprichter van het Germanisches Nationalmuseum in Neurenberg.
Von und zu Aufseß was een telg van de adellijke Aufseß-familie. Hij studeerde rechten in Erlangen en was werkzaam bij de rechtbanken van Bayreuth en Gräfenberg. Hij behaalde zijn doctoraat in de rechten in 1822 en verliet de overheidsdienst om zich te wijden aan het beheer van het familiebezit en een studie van Duitse oudheid. Hij verzamelde boeken en kunst. Zijn genealogisch onderzoek naar de geschiedenis van zijn familie werd in 1838 gepubliceerd.
Zijn antiquarische studies werden beïnvloed door de idealen van de romantiek en het ontluikende Duitse nationalisme. Vanaf 1823 werkte hij bij het tijdschrift Anzeiger für Kunde der deutschen Vorzeit en vanaf 1846 zette Von und zu Aufseß zich in voor de oprichting van een museum van de Duitse oudheid. In 1848 verhuisde hij daarvoor naar Neurenberg, waar uiteindelijk in 1852 het Germanisches Museum zijn deuren opende. Tot aan zijn pensioen in 1862 was hij directeur van dit museum. Zijn laatste jaren verbleef hij op een landgoed in Kressbronn am Bodensee.